# Belle Isle (Canada)
Belle Isle è un'isola disabitata situata a poco più di 24 km al largo della costa del Labrador e a poco meno di 32 km a nord di Terranova all'ingresso atlantico dello Stretto di Belle Isle, da cui prende il nome.

## Storia
Il nome gli venne dato dall'esploratore francese Jacques Cartier, e si trova sulla rotta di navigazione più breve tra i Grandi Laghi e l'Europa e sulla principale rotta di navigazione nord-sud verso la Baia di Hudson e i Territori del Nord-Ovest. Il capolinea settentrionale del sentiero internazionale degli Appalachi si trova a Belle Isle.

## Geografia

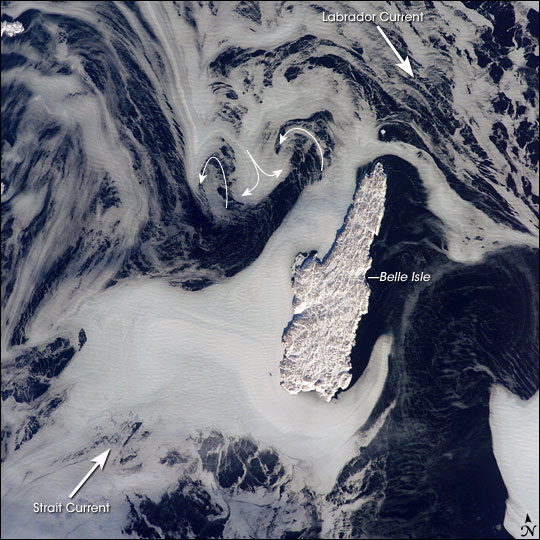
Foto dallo spazio di Belle Isle che mostra l'interazione della Corrente del Labrador con quella dello Stretto di Belle Isle.

Belle Isle ha una quota di 213 metri nel suo punto più elevato e una superficie di 52 km². Lunga 17 km e larga 6, dista circa 24 km da entrambe le coste, ma è leggermente più vicina a quella del Labrador rispetto a quella dello Stretto di Belle Isle, e ha un faro (sostenuto da archi rampanti) sia all'estremità settentrionale che a quella meridionale.
Ufficialmente disabitata, vi soggiorna qualche persona durante la stagione della pesca.
Belle Isle è la vetta più settentrionale dei Monti Appalachi, che si estendono in varie forme per oltre 3200 km a sud-ovest dell'Alabama, negli Stati Uniti.
I campioni di ghiaccio mostrano che l'isola si trova nel punto di incontro di due correnti marine. La corrente del Labrador scorre da nord-ovest e una corrente più piccola, spinta da venti dominanti da ovest, scorre da sud-ovest. Le linee di flusso nel ghiaccio marino danno un senso del movimento del ghiaccio. I banchi di ghiaccio incorporati nella corrente del Labrador appaiono come uno schema relativamente aperto. Il ghiaccio marino con uno schema più denso entra dallo stretto, urtando contro il lato ovest di Belle Isle.
Mulinelli scorrono attorno ai promontori alle due estremità dell'isola, con un'"ombra" priva di ghiaccio sul lato opposto, a valle. I vortici al largo della costa occidentale nei campioni di ghiaccio, indicati da frecce curve in questa fotografia, mostrano il luogo in cui le correnti interagiscono a nord e ad ovest dell'isola.

## Clima
Belle Isle ha un clima subartico (classificazione climatica Köppen Dfc), eccezionalmente freddo per una località costiera così a sud fino al 51º parallelo. A titolo illustrativo, Dunkerque sul lato opposto dell'Atlantico ha una media di 11,8 °C più calda per tutto l'anno, a causa delle correnti contrastanti sui versanti orientale e occidentale della depressione d'Islanda. Il clima è caratterizzato da estati brevi e fresche e inverni lunghi e molto freddi che durano la maggior parte dell'anno. Ci sono picchi di precipitazioni durante i mesi più caldi, da giugno a settembre, sotto forma di pioggia.